# Smail Ćemalović
Smail-aga Ćemalović (1884 Mostar, osmanská říše – 1944 Koncentrační tábor Jasenovac, Nezávislý stát Chorvatsko) byl bosenskohercegovský novinář a politik bosňáckého původu.

## Životopis
Ćemalovićové patřily mezi nejstarší a nejbohatší muslimské rodiny v Mostaru.
V rodném městě Smail navštěvoval mekteb a rudžii, islámské základní školy, a nato obchodní školu. Ve Štýrském Hradci absolvoval obchodní akademii. Již v mladém věku přijal srbskou národní identitu a tuto se poté snažil šířit mezi bosenskohercegovskými muslimy. Roku 1902 se stal přispěvatelem v srbském periodiku Srbobran a současně uveřejňoval příspěvky v novosadském listu Zastava (Vlajka).
Roku 1906, kdy muslimové zahájily druhou fázi boje o náboženskou a školskou autonomii a založili Muslimskou národní organizaci, zřídil a jistý čas redakčně vedl list Musavat (Rovnost). Musavat byl neoficiálním tiskovým orgánem celého hnutí a ostře vystupoval proti rakousko-uherské okupaci Bosny a Hercegoviny. Ćemalović byl opakovaně odsuzován za své protivládní články, např. 21. června 1907 byl uznán vinným z narušení veřejného pořádku a odsouzen k šesti měsícům žaláře (propuštěn byl nakonec po dvou měsících). V téže době spolupracoval s listem Bosansko-hercegovački glasnik (Bosensko-hercegovský věstník), který založil další srbofil Omer-beg Sulejmanpašić, ten byl ale po krátce době zakázán.
Roku 1909, kdy se Muslimskou národní stranou rozešel, Musavat převzalo vedení strany a jeho redakci z mostaru přesunulo do Sarajeva. V Mostaru nato společně s Osmanem Đikićem, dalším prosrbským aktivistou, založil list Samouprava (Samospráva) a na něj napojené politické hnutí Muslimské demokracie, který se zaměřovalo na muslimské chudší vrstvy. V prvních volbách do zemského sněmu, saboru, ale demokraté zcela propadli.
Po smrti Osmana Đikiće roku 1912 založil nový list, Srpska omladina (Srbská mládež). Ten byl následujícího roku úředně zakázán. Roku také 1912 uspořádal hromadnou návštěvu Bělehradu s muslimskou mládeží z Mostaru, která chovala prosrbské sympatie.
Na začátku první světové války byl pro své prosrbské smýšlení zatčen a následně držen v internaci v aradské pevnosti. Po vzniku Království Srbů, Chorvatů a Slovinců koncem roku 1918 byl horlivým propagátorem politiky Nikoly Pašiće, předsedy národních radikálů a představitele jihoslovanského centralismu v srbských konturách. Za svůj vstřícný post k vládě byl odměněn postem mostarského starosty, který vykonával od roku 1919 do zavedení královské diktatury v Jugoslávii roku 1929.
Ćemalović byl na konci druhé světové války zadržen ustašovci a neznámého data popraven v Koncentračním táboře Jasenovac.